# Judd Peterson
Judd Peterson, född 27 september 1993 i Duluth, Minnesota, är en amerikansk före detta professionell ishockeyspelare (forward).
Judd blev NHL-draftad 2012, men spelade aldrig för någon NHL-klubb.

## Extern länk
- Presentation och statistik för Judd Peterson som spelare  på Elite Prospects.